# Josef Vlach
Josef Vlach (8. června 1923 Ratměřice – 17. října 1988) byl český houslista a dirigent. Na Pražské konzervatoři byl žákem Stanislava Nováka a Jana Šlajse. Od roku 1947 studoval na Akademii múzických umění u Jindřicha Felda, absolvoval u Jaroslava Pekelského.
V letech 1946–1948 byl druhým koncertním mistrem v Talichově Českém komorním orchestru, poté působil krátce jako vedoucí skupiny druhých houslí v orchestru České filharmonie a v období 1949–1956 v činoherním orchestru pražského Národního divadla. Již tehdy se ale zaměřil především na komorní hudbu. Od roku 1950 byl primáriem Vlachova kvarteta. V roce 1958 obnovil Český komorní orchestr, jehož byl až do své smrti uměleckým vedoucím a dirigentem. Od téhož roku byl také členem poroty mezinárodní soutěže smyčcových kvartet v Liège.
Byl vyhledávaným sólistou a komorním hráčem, spolupracoval jako dirigent s předními orchestry včetně České filharmonie, působil také jako pedagog. Uskutečnil řadu nahrávek pro československé i zahraniční nahrávací společnosti.